# 博胡米尔·涅梅切克
博胡米尔·涅梅切克（捷克語：Bohumil Němeček，1938年1月2日—2010年5月3日），捷克男子拳击运动员。他曾代表捷克斯洛伐克参加1960年、1964年和1968年夏季奥林匹克运动会拳击比赛，其中1960年奥运会获得一枚金牌。